# 머스트자산운용
주식회사 머스트자산운용은 대한민국의 자산운용사로,머스트홀딩스의 자회사이다.

## 역사
2015년 9월에 서울대 주식투자 동아리인 스믹(SMIC) 출신의 김두용 대표가 설립하었다. 2024년 기준으로 영풍의 소수 지분을 보유하고 있으며 영풍에 대해 주주가치 제고를 위해 영풍이 보유하고 있는 자사주 6.62%를 소각할 것을 요구를 제안했다. 또한 영풍의 무상증자 시행과 MBK 파트너스와의 계약 내용 공개를 촉구하며, 기업 거버넌스 개선을 요구했다.